# Christian Ahrbeck
Johann Konrad Christian Ahrbeck (* 26. Februar 1774 in Hannover; † 1858 ebenda) war ein deutscher Maler und Miniaturist.

## Leben

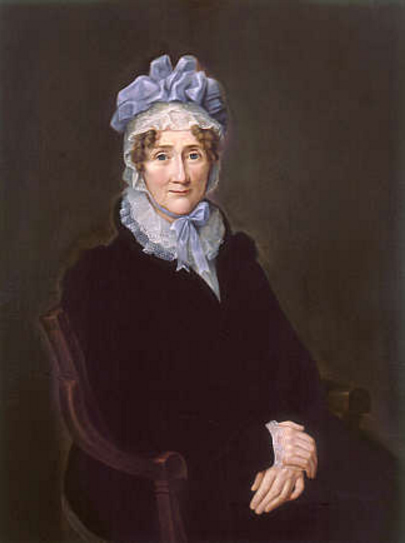
„Charlotte Kestner mit blauer Haube“; Altersbildnis von Goethes Lotte;
nach Johann Ludwig Hansen dem Älteren

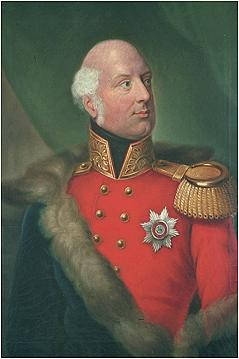
Prinz Adolph Friedrich von Großbritannien, Irland und Hannover, 1. Duke of Cambridge;
Ölgemälde von Ahrbeck, 1845

Geboren zur Zeit des Kurfürstentums Hannover und noch während der Personalunion zwischen Großbritannien und Hannover, ist über das Wirken und das Werk Christian Ahrbecks noch wenig bekannt. Er wurde als Sohn eines Destillateurs in Hannover geboren und war „vermutlich ein Schüler Isabey's“. Es gibt jedoch Vermutungen, nach denen Ahrbeck nicht nur Schüler Isabey's war, sondern auch dessen Assistent, den er durch eine große Menge von Auftragsarbeiten – auch als Duplikate – entlastete.
Ahrbeck war jedoch nicht nur in Hannover, in Wien (1813) und in Polen tätig, sondern stand während der sogenannten „Franzosenzeit“ auch in Diensten von Napoleon I. in Frankreich, wo er allein rund 80 Miniaturen fertigte, darunter ein Porträt der zweiten Ehefrau Napoleons Marie-Louise von Österreich mit Kopfputz.
Zur Zeit des Königreichs Hannover trat Ahrbeck am 17. März 1817 der Johannis-Freimaurerloge zum schwarzen Bär bei.

## Werke (Auswahl)
- circa 1813 bis 1815: Portrait der zweiten Ehefrau Napoleons mit Kopfputz, polychrome Miniatur 8,6 × 6,5 cm, Aquarell auf Bein[3]
- 1845: Adolf Friedrich, Vizekönig von Hannover, Ölgemälde[4]